# Diaparsis nitida
Diaparsis nitida är en stekelart som beskrevs av Horstmann 1981. Diaparsis nitida ingår i släktet Diaparsis och familjen brokparasitsteklar. Inga underarter finns listade i Catalogue of Life.